# Herb Alpert

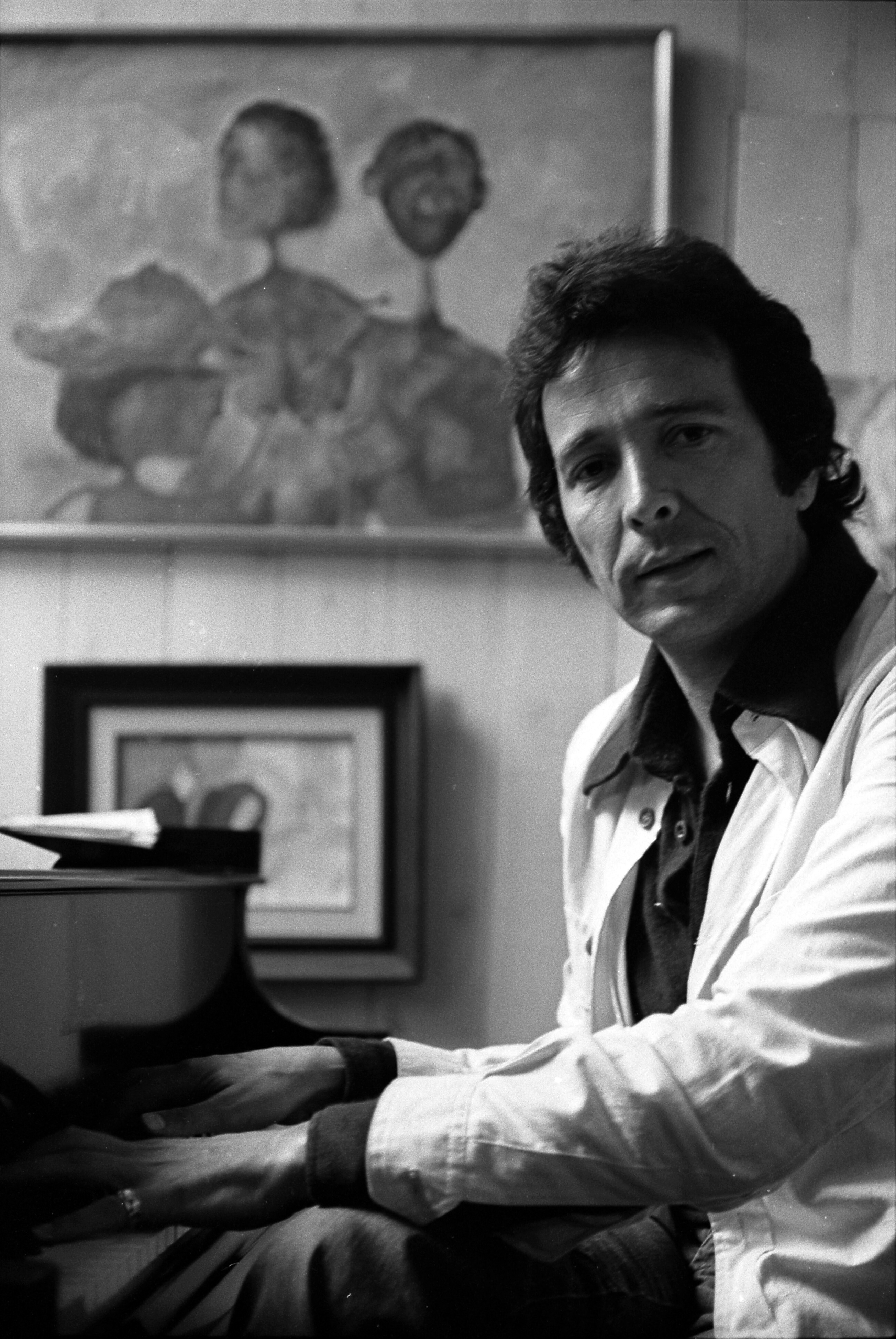
Herb Alpert (1974)

Herbert „Herb“ Alpert (* 31. März 1935 in Los Angeles, Kalifornien) ist ein US-amerikanischer Trompeter, Musiker und Gründer des Plattenlabels A&M Records.

## Leben und Karriere

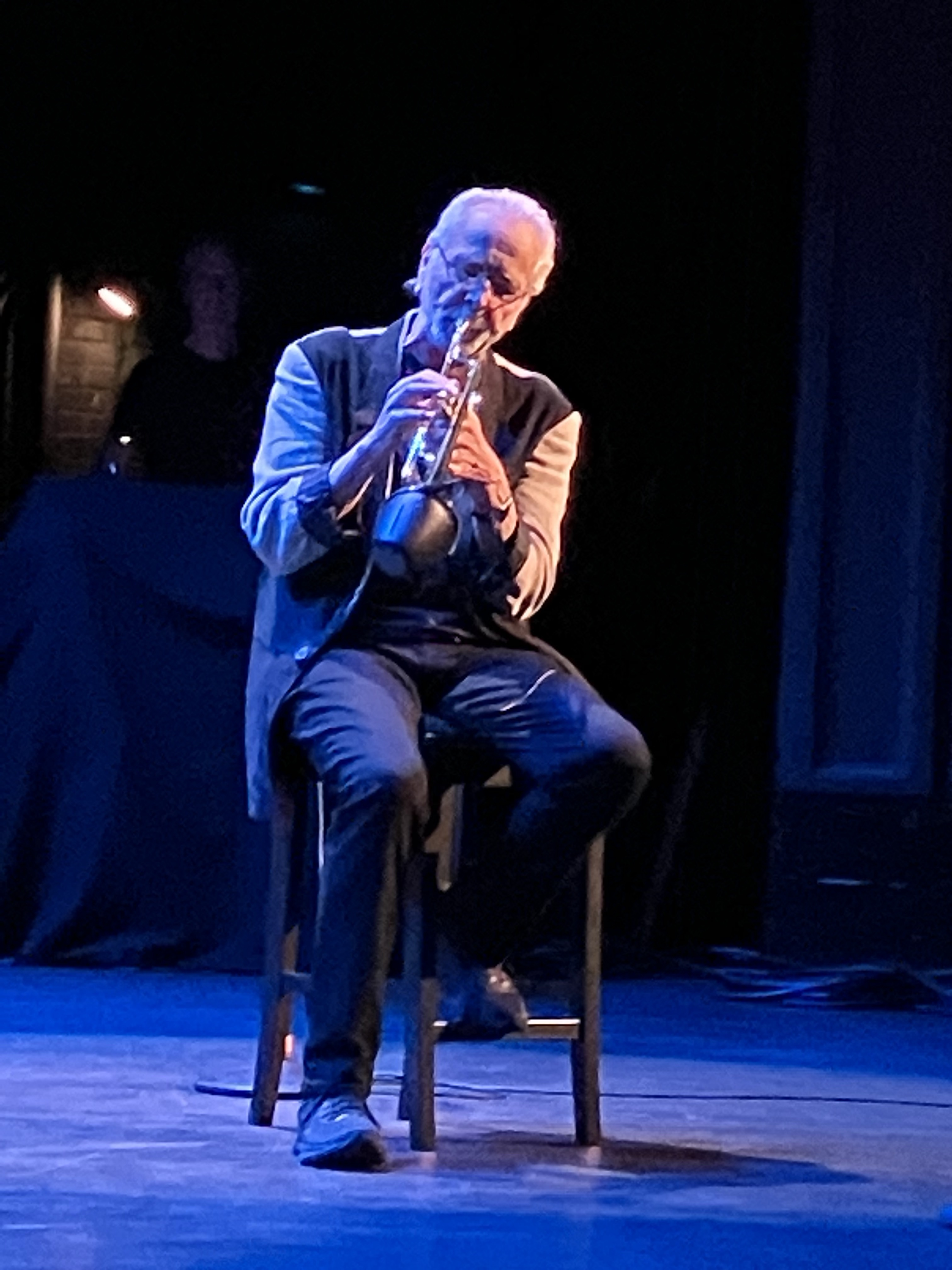
Alpert (2023)

Herb Alpert war das jüngste von drei Kindern des Ehepaars Tillie (geb. Goldberg) und Louis Leib Alpert. Er wuchs in Boyle Heights, einer kleinen jüdischen Siedlung in Eastside Los Angeles, auf.

### Erfolge mitThe Tijuana Brass
Mit seiner Band The Tijuana Brass hatte er in den 1960er Jahren einige große Instrumentalhits. Der erste Erfolg war The Lonely Bull 1962, gefolgt von Tijuana Taxi, Spanish Flea, A Taste of Honey, Zorba the Greek und anderen. Alpert gilt als Schöpfer des Tijuana-Brass-Sounds, bei dem traditionelle mexikanische Spielweise mit Jazz und Funk verbunden werden.
Im Jahr 1968 kam dann sein erster Vokalhit This Guy’s in Love with You heraus, der am 22. Juni 1968 den ersten Platz der US-Singlecharts erreichte und diesen Platz vier Wochen hielt.

### Krise 1969
Nach Jahren des Erfolgs geriet Alpert 1969 in eine persönliche Krise und erklärte: „Die Trompete ist mein Feind“. Er löste die Tijuana Brass auf und trat bis 1973 nicht mehr auf. Schließlich suchte er den Lehrer Carmine Caruso auf, „der nie in seinem Leben Trompete gespielt hat, aber ein großartiger Trompetenlehrer war." Ich habe festgestellt“, sagte er, während er sich in einem Clubsessel im Loft niederließ, „dass das Ding in meinen Händen nur ein Stück Rohr ist. Das wahre Instrument bin ich, die Emotionen, nicht meine Lippe, nicht meine Technik, sondern Gefühle, die ich zu unterdrücken gelernt habe – als Kind, das aus einem sehr wortkargen Elternhaus stammt. Seitdem habe ich ständig daran gearbeitet, religiös geübt und spiele jetzt besser als je zuvor.“

### Spätere Jahre
1979 hatte er ein Comeback mit dem Album Rise, das es in die Charts schaffte. Die ausgekoppelte Single Rise wurde sein erster Instrumentalhit auf Platz eins der Charts.
1987 hatten die Modern-Jazz-Funk-Vocal-Titel Keep Your Eye on Me und Diamonds (bei dem Janet Jackson den Gesangspart übernahm) Erfolg. Alpert spielte in der Folge auch auf Platten der Künstlerin einige Soloparts ein. Zusammen mit Lou Adler und Sam Cooke schrieb er Cookes Hit (What A) Wonderful World (1960).
Es wurden 72 Millionen Platten verkauft, er erhielt acht Grammy Awards. 

A&M Records

Mit Jerry Moss hatte er schon 1962 das Plattenlabel A&M Records gegründet. Mit dieser Firma produzierte er nicht nur seine eigene Musik, sondern hatte auch u. a. die Carpenters, Cat Stevens, Liza Minnelli, Joe Cocker, Supertramp, Joe Jackson, The Police, Sting, Suzanne Vega, Carole King, Bryan Adams, Chris de Burgh und Janet Jackson unter Vertrag.
Er ist auch Maler, Theater-Produzent und betreut seine „Herb Alpert Foundation“, die sich humanitären Zwecken verschrieben hat und regelmäßig hohe Beträge dafür spendet.
Mit seiner geschiedenen Frau Sharon Lubin hat Herb Alpert zwei Kinder. Seit 1973 ist er mit der Sängerin Lani Hall verheiratet und hat mit ihr eine Tochter.
Seit 1995 wird jährlich in fünf Kunstkategorien der von der Herb Alpert Foundation gestiftete Preis Herb Alpert Award in the Arts verliehen (Preisgeld: 75.000 US-Dollar).

## Diskografie
Studioalben

| Jahr | Titel Musiklabel Katalog-Nr.              | Höchstplatzierung, Gesamtwochen, AuszeichnungChartplatzierungen (Jahr, Titel, Musiklabel Katalog-Nr., Platzierungen, Wochen, Auszeichnungen, Anmerkungen) | Höchstplatzierung, Gesamtwochen, AuszeichnungChartplatzierungen (Jahr, Titel, Musiklabel Katalog-Nr., Platzierungen, Wochen, Auszeichnungen, Anmerkungen) | Höchstplatzierung, Gesamtwochen, AuszeichnungChartplatzierungen (Jahr, Titel, Musiklabel Katalog-Nr., Platzierungen, Wochen, Auszeichnungen, Anmerkungen) | Höchstplatzierung, Gesamtwochen, AuszeichnungChartplatzierungen (Jahr, Titel, Musiklabel Katalog-Nr., Platzierungen, Wochen, Auszeichnungen, Anmerkungen) | Höchstplatzierung, Gesamtwochen, AuszeichnungChartplatzierungen (Jahr, Titel, Musiklabel Katalog-Nr., Platzierungen, Wochen, Auszeichnungen, Anmerkungen) | Anmerkungen |
| Jahr | Titel Musiklabel Katalog-Nr.              | DE | AT | UK | US | R&B | Anmerkungen |
| ---- | ----------------------------------------- | --- | --- | --- | --- | --- | --- |
| 1962 | The Lonely Bull A&M 101                   | — | — | — | US10 Gold · (157 Wo.)US | — | Erstveröffentlichung: Dezember 1962 mit The Tijuana Brass Produzenten: Herb Alpert, Jerry Moss                                 |
| 1965 | South of the Border A&M 108               | — | — | — | US6 Gold · (163 Wo.)US | — | Erstveröffentlichung: Oktober 1964 mit The Tijuana Brass Produzenten: Herb Alpert, Jerry Moss                                  |
| 1965 | Whipped Cream & Other Delights A&M 410    | DE24 (24 Wo.)DE | — | UK21 (22 Wo.)UK | US1 Gold · (185 Wo.)US | — | Erstveröffentlichung: April 1965 mit The Tijuana Brass Produzenten: Herb Alpert, Jerry Moss                                    |
| 1965 | !!Going Places!! A&M 4112                 | DE28 (4 Wo.)DE | — | UK4 (144 Wo.)UK | US1 Gold · (164 Wo.)US | — | Erstveröffentlichung: Oktober 1965 mit The Tijuana Brass Produzenten: Herb Alpert, Jerry Moss                                  |
| 1966 | Volume 2 (US) / Early Alpert (UK) A&M 103 | — | — | — | US17 Gold · (56 Wo.)US | — | Erstveröffentlichung: Dezember 1963 mit The Tijuana Brass Produzenten: Herb Alpert, Jerry Moss                                 |
| 1966 | What Now My Love A&M 4114                 | DE11 (32 Wo.)DE | — | UK18 (17 Wo.)UK | US1 Gold · (129 Wo.)US | — | Erstveröffentlichung: 9. Mai 1966 mit The Tijuana Brass Produzenten: Herb Alpert, Jerry Moss                                   |
| 1966 | S. R. O. A&M 119                          | DE3 (28 Wo.)DE | — | UK5 (26 Wo.)UK | US2 Gold · (85 Wo.)US | — | Erstveröffentlichung: November 1966 mit The Tijuana Brass Produzenten: Herb Alpert, Jerry Moss                                 |
| 1967 | Sounds Like … A&M 4124                    | DE34 (12 Wo.)DE | — | UK21 (10 Wo.)UK | US1 Gold · (53 Wo.)US | — | Erstveröffentlichung: 1. Mai 1967 mit The Tijuana Brass Produzenten: Herb Alpert, Jerry Moss                                   |
| 1967 | Herb Alpert’s Ninth A&M 4134              | DE9 (44 Wo.)DE | — | UK26 (9 Wo.)UK | US4 Gold · (49 Wo.)US | — | Erstveröffentlichung: 8. Dezember 1967 mit The Tijuana Brass Produzenten: Herb Alpert, Jerry Moss                              |
| 1968 | The Beat of the Brass A&M 4146            | DE23 (16 Wo.)DE | — | UK4 (21 Wo.)UK | US1 Gold · (54 Wo.)US | — | Erstveröffentlichung: April 1968 mit The Tijuana Brass Produzenten: Herb Alpert, Jerry Moss                                    |
| 1969 | Warm A&M 4190                             | — | — | UK30 (4 Wo.)UK | US28 Gold · (26 Wo.)US | — | Erstveröffentlichung: Juni 1969 mit The Tijuana Brass Produzenten: Herb Alpert, Jerry Moss                                     |
| 1969 | The Brass Are Comin’ A&M 4228             | DE39 (4 Wo.)DE | — | UK40 (1 Wo.)UK | US30 (20 Wo.)US | — | Erstveröffentlichung: Oktober 1969 mit The Tijuana Brass Produzenten: Herb Alpert, Jerry Moss                                  |
| 1971 | Summertime A&M 4314                       | — | — | — | US111 (10 Wo.)US | — | Erstveröffentlichung: Juli 1971 mit The Tijuana Brass Produzenten: Herb Alpert, Jerry Moss                                     |
| 1974 | You Smile: The Song Begins A&M 3620       | — | — | — | US66 (11 Wo.)US | — | Erstveröffentlichung: Mai 1974 mit The Tijuana Brass Produzent: Herb Alpert                                                    |
| 1975 | Coney Island A&M 4521                     | — | — | — | US88 (10 Wo.)US | — | Erstveröffentlichung: Oktober 1975 mit The Tijuana Brass Produzent: Herb Alpert                                                |
| 1978 | Herb Albert + Hugh Masekela A&M 728       | — | — | — | US65 (19 Wo.)US | — | Erstveröffentlichung: Januar 1978 mit Hugh Masekela Produzenten: Caiphus Semenya, Herb Alpert, Stewart Levine                  |
| 1979 | Rise A&M 4790                             | — | — | UK37 Silber · (7 Wo.)UK | US6 Platin · (39 Wo.)US | R&B6 (31 Wo.)R&B | Erstveröffentlichung: September 1979 Produzenten: Herb Alpert, Randy Badazz, Andy Armer                                        |
| 1980 | Beyond A&M 3717                           | — | — | — | US28 (12 Wo.)US | R&B26 (11 Wo.)R&B | Erstveröffentlichung: Juli 1980 Produzenten: Herb Alpert, Randy Badazz, Andy Armer                                             |
| 1981 | Magic Man A&M 3728                        | — | — | — | US61 (10 Wo.)US | R&B39 (10 Wo.)R&B | Erstveröffentlichung: August 1981 Produzenten: Herb Alpert, Michael Stokes                                                     |
| 1982 | Fandango A&M 3731                         | — | — | — | US100 (26 Wo.)US | R&B52 (6 Wo.)R&B | Erstveröffentlichung: Mai 1982 Produzenten: Herb Alpert, José Quintana, Lisa Marie                                             |
| 1983 | Blow Your Own Horn A&M 4949               | — | — | — | US120 (8 Wo.)US | R&B49 (9 Wo.)R&B | Erstveröffentlichung: September 1983 Produzenten: Herb Alpert, Holland–Dozier–Holland, Randy Badazz, Andy Armer, José Quintana |
| 1984 | Bullish A&M 5022                          | — | AT15 (8 Wo.)AT | — | US75 (10 Wo.)US | — | Erstveröffentlichung: August 1984 mit The Tijuana Brass Produzenten: Herb Alpert, John Barnes, Derek Nakamoto                  |
| 1985 | Wild Romance A&M 5082                     | — | — | — | US151 (10 Wo.)US | — | Erstveröffentlichung: August 1985 Produzenten: Herb Alpert, Romeo J. Williams                                                  |
| 1987 | Keep Your Eye on Me A&M 5125              | DE55 (5 Wo.)DE | — | UK79 (3 Wo.)UK | US18 Gold · (31 Wo.)US | R&B5 (30 Wo.)R&B | Erstveröffentlichung: 13. Februar 1987 Produzenten: Herb Alpert, Jimmy Jam, Terry Lewis                                        |
| 1991 | North on South St. A&M 5345               | — | — | — | — | R&B51 (15 Wo.)R&B | Erstveröffentlichung: August 1985 Produzenten: Herb Alpert, Greg Smith, Robert Gerald, Jimmy B, Troy Staton                    |

grau schraffiert: keine Chartdaten aus diesem Jahr verfügbar
Komponist / Musiker für Lani Hall
- 1983: Never Say Never Again (Titellied Sag niemals nie)

## Auszeichnungen
- acht Grammy Awards
- Grammy Trustees Award 1997

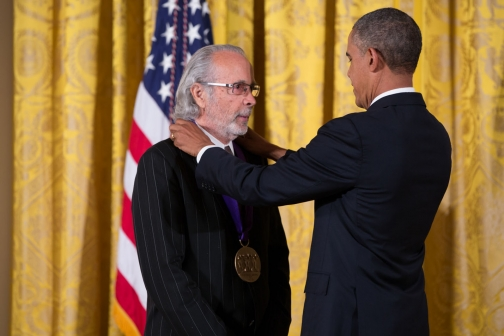
Herb Alpert wird von US-Präsident Obama am 10. Juli 2013 mit der Ehrenmedaille National Medal of Arts ausgezeichnet

- Rock and Roll Hall of Fame (2006, Lebenswerk)
- National Medal of Arts 2013

## Belege
1. ↑  Herb Alpert: Always in Tune Los Angeles Magazine. In: Los Angeles Magazine. 1. Mai 2011 (lamag.com [abgerufen am 2. März 2023]).
2. ↑  Text und Musik von Burt Bacharach und Hal David; Produzenten: Herb Alpert und Jerry Moss; US-Katalognummer: A&M 929.
3. ↑  Für nähere Informationen zu dem Titel siehe: Bronson, Fred: The Billboard Book of Number One Hits. 3. überarbeitete und erweiterte Aufl. New York City, New York: Billboard Publications, 1992, S. 242.
4. 1 2 3  AT THE STUDIO WITH: Herb Alpert; Tijuana Brass, Right? Don't Ask - Biography - NYTimes.com. 12. Januar 2010, archiviert vom Original am 12. Januar 2010; abgerufen am 2. März 2023.
5. ↑  Herb Alpert: The Art Of Finding Your Voice - JazzEd Magazine JazzEd Magazine. Archiviert vom Original am 30. August 2022; abgerufen am 13. Juli 2025.
6. ↑  James C. McKinley Jr: The Other Delights in a Trumpeter’s Life. In: The New York Times. 3. März 2013, ISSN 0362-4331 (nytimes.com [abgerufen am 2. März 2023]).
7. ↑  Herb Alpert. Abgerufen am 2. März 2023.
8. ↑  About Us | The Herb Alpert Award in the Arts. Abgerufen am 2. März 2023.
9. ↑  Chartquellen: DE AT CH UK US US vor 17. August 1963

| Personendaten    | Personendaten                                                          |
| ---------------- | ---------------------------------------------------------------------- |
| NAME             | Alpert, Herb                                                           |
| ALTERNATIVNAMEN  | Alpert, Herbert                                                        |
| KURZBESCHREIBUNG | US-amerikanischer Musiker und Schauspieler, Mitgründer von A&M Records |
| GEBURTSDATUM     | 31. März 1935                                                          |
| GEBURTSORT       | Los Angeles, Kalifornien, USA                                          |